# 维亚切斯拉夫·萨维奇·米哈伊洛夫
维亚切斯拉夫·萨维奇·米哈伊洛夫（俄语：Михайлов, Вячеслав Саввич，1945年9月3日-）是一位俄罗斯艺术家，俄罗斯艺术家联盟成员。26歲時米哈伊洛夫曾在軍隊中服役，後來從伊利亚·列宾圣彼得堡艺术学院畢業。